# Pouligny-Saint-Martin
Pouligny-Saint-Martin é uma comuna francesa na região administrativa do Centro, no departamento Indre. Estende-se por uma área de 15,87 km². Em 2010 a comuna tinha 227 habitantes (densidade: 14,3 hab./km²).